# Heleodromia pullata
Heleodromia pullata är en tvåvingeart som först beskrevs av Axel Leonard Melander 1902.  Heleodromia pullata ingår i släktet Heleodromia och familjen Brachystomatidae.
Artens utbredningsområde är New Mexico. Inga underarter finns listade i Catalogue of Life.